# Campeonato Rondoniense de Futebol de 2023
A Série A do Campeonato Rondoniense de 2023, também conhecido oficialmente como Campeonato Rondoniense Série A 2023 ou simplesmente como Rondoniense 2023, foi a 82.ª edição da principal divisão do futebol em Rondônia. A disputa foi organizada pela Federação de Futebol do Estado de Rondônia — FFER e foi disputada por oito clubes.

## Regulamento
A competição será disputada em três fases:
| Primeira fase |
| --- |
| Todos oitos clubes se enfrentarão em turno único (somente jogo de ida), classificando-se ao final da fase os quatro clubes melhores colocados. O clube que somar maior número de pontos ganhos nessa fase será considerado campeão da primeira fase. |

| Segunda fase |
| --- |
| Os quatro clubes classificados após o final da primeira fase, jogarão em cruzamento olímpico em confrontos de ida e volta, como segue: 4º colocado versus 1º colocado; 3º colocado versus 2º colocado; 1º colocado versus 4º colocado e 2º colocado versus 3º colocado. As duas equipes melhor classificadas após o cruzamento olímpico disputarão a final da segunda fase em partidas de ida e volta, sagrando-se campeão o clube que somar maior número de pontos ganhos após a realização das duas partidas da final. Na segunda partida da segunda fase terá o mando de campo a equipe melhor classificada após o cruzamento olímpico. Caso a equipe campeã da primeira fase, também tenha se sagrado campeã da segunda fase, será declarada diretamente a campeã da competição. |

| Terceira fase (fase final) |
| --- |
| As equipes campeãs da primeira e segunda fase, realizarão a final da competição em duas partidas de ida e volta, sagrando-se campeã do Rondoniense Série A 2023 a equipe que conseguir melhor classificação depois das duas partidas (ida e volta). Na partida final da terceira fase, terá o mando de campo a equipe melhor classificada em toda competição. |

| Critérios de desempate |
| --- |
| Havendo empate por pontos ganhos após a realização das duas partidas de ida e volta da segunda e da terceira fases serão adotados os seguintes critérios de desempate: 1. Maior saldo de gols nas duas partidas: 2. Cobrança de penalidades de acordo com os critérios adotados pela Internacional Board. Em caso de empate em pontos ganhos entre 2 (dois) ou mais clubes ao final da 1ª fase, o desempate, para efeito de classificação para próxima fase será efetuado observando-se os seguintes critérios abaixo: 1. Maior número de vitórias; 2. Maior saldo de gols; 3. Maior número de gols pró; 4. Confronto direto; 5. Menor número de cartões vermelho recebidos; 6. Menor número de cartões amarelos recebidos; 7. Sorteio. |

Ao clube vencedor do campeonato será atribuído o título de Campeão do Campeonato Rondoniense Série A 2023 e ao segundo colocado o título de Vice-Campeão 2023. O clube campeão será indicado as vagas disponíveis a FFER, para as seguintes competições nacionais: Copa do Brasil, Campeonato Brasileiro Série D e Copa Verde, no ano de 2024. Em relação ao clube vice-campeão, este terá direito a segunda vaga disponível para a Copa do Brasil de 2024.

## Participantes
| Equipe           | Cidade         | Fundação               | Estádio            | Capac. | Em 2022             | Títulos (último)   |
| ---------------- | -------------- | ---------------------- | ------------------ | ------ | ------------------- | ------------------ |
| Genus            | Porto Velho    | 15 de novembro de 1991 | Aluizão            | 7 0000 | 3° colocado         | 1 (em 2015)        |
| Guaporé          | Rolim de Moura | 21 de abril de 2014    | Cassolão           | 5 0000 | 3º(Segunda Divisão) | 0 (não possui)     |
| Ji-Paraná        | Ji-Paraná      | 22 de abril de 1991    | Biancão            | 5 0000 | 2º(Segunda Divisão) | 9 (último em 2012) |
| Porto Velho      | Porto Velho    | 23 de abril de 2018    | Aluizão            | 7 0000 | 4° colocado         | 2 (último em 2021) |
| Real Ariquemes   | Ariquemes      | 25 de abril de 2011    | Valerião           | 5 0000 | Campeão             | 3 (último em 2022) |
| Rondoniense      | Porto Velho    | 1 de março de 2007     | Aluizão            | 7 0000 | 5° colocado         | 1 (em 2016)        |
| União Cacoalense | Cacoal         | 1 de janeiro de 1982   | Aglair Tonelli     | 8 0000 | Vice-campeão        | 2 (último em 2004) |
| Vilhenense       | Vilhena        | 10 de outubro de 2017  | Portal da Amazônia | 7 0000 | 1º(Segunda Divisão) | 1 (em 2019)        |

| Fonte: FFER — GE |

## Primeira fase

### Classificação
| Pos. | Equipe           | PG | J | V | E | D | GP | GS | SG  | %  | Classificação                                    |
| ---- | ---------------- | -- | - | - | - | - | -- | -- | --- | -- | ------------------------------------------------ |
| 1    | Porto Velho      | 16 | 7 | 5 | 1 | 1 | 13 | 5  | +8  | 76 | Campeão da 1ª fase e classificado a Segunda Fase |
| 2    | União Cacoalense | 15 | 7 | 5 | 0 | 2 | 11 | 5  | +6  | 71 | Classificados a Segunda Fase                     |
| 3    | Real Ariquemes   | 13 | 7 | 4 | 1 | 2 | 10 | 5  | +5  | 62 | Classificados a Segunda Fase                     |
| 4    | Ji-Paraná        | 11 | 7 | 3 | 2 | 2 | 8  | 4  | +4  | 52 | Classificados a Segunda Fase                     |
| 5    | Guaporé          | 10 | 7 | 3 | 1 | 3 | 5  | 4  | +1  | 48 |                                                  |
| 6    | Vilhenense       | 9  | 7 | 2 | 3 | 2 | 4  | 6  | –2  | 43 |                                                  |
| 7    | Genus            | 4  | 7 | 1 | 1 | 5 | 4  | 15 | –11 | 19 |                                                  |
| 8    | Rondoniense      | 1  | 7 | 0 | 1 | 6 | 1  | 12 | –11 | 5  | Rebaixado a Série B de 2023                      |

| Fonte: FFER — GE |
| Regras para classificação: 1) mais vitórias; 2) melhor saldo de gols; 3) mais gols pró; 4) confronto direto; 5) menos cartões vermelhos; 6) menos cartões amarelos; 7) sorteio. |

### Resultados
| Data                      | Hora     | Mandante         | Placar   | Visitante        | Local                        |
| Rodada 1                  | Rodada 1 | Rodada 1         | Rodada 1 | Rodada 1         | Rodada 1                     |
| ------------------------- | -------- | ---------------- | -------- | ---------------- | ---------------------------- |
| 25 de fevereiro — Sábado  | 15:30    | Rondoniense      | 0 – 2    | União Cacoalense | Gentil Valério — Ariquemes   |
| 25 de fevereiro — Sábado  | 19:30    | Vilhenense       | 2 – 2    | Porto Velho      | Portal da Amazônia — Vilhena |
| 26 de fevereiro — Domingo | 15:30    | Real Ariquemes   | 1 – 0    | Guaporé          | Gentil Valério — Ariquemes   |
| 26 de fevereiro — Domingo | 15:30    | Ji-Paraná        | 3 – 0    | Genus            | Biancão — Ji-Paraná          |
| Rodada 2                  |          |                  |          |                  |                              |
| 4 de março — Sábado       | 16:30    | Porto Velho      | 3 – 0    | Rondoniense      | Aluizão — Porto Velho        |
| 4 de março — Sábado       | 19:30    | União Cacoalense | 3 – 0    | Vilhenense       | Aglair Tonelli — Cacoal      |
| 5 de março — Domingo      | 15:30    | Genus            | 0 – 3    | Real Ariquemes   | Aluizão — Porto Velho        |
| 5 de março — Domingo      | 16:00    | Guaporé          | 0 – 0    | Ji-Paraná        | Cassolão — Rolim de Moura    |
| Rodada 3                  |          |                  |          |                  |                              |
| 11 de março — Sábado      | 15:30    | Real Ariquemes   | 1 – 2    | Porto Velho      | Gentil Valério — Ariquemes   |
| 11 de março — Sábado      | 19:30    | Vilhenense       | 1 – 0    | Guaporé          | Portal da Amazônia — Vilhena |
| 12 de março — Sábado      | 15:30    | Rondoniense      | 0 – 1    | Genus            | Valerião — Porto Velho       |
| 12 de março — Domingo     | 15:30    | Ji-Paraná        | 3 – 0    | União Cacoalense | Biancão — Ji-Paraná          |
| Rodada 4                  |          |                  |          |                  |                              |
| 18 de março — Sábado      | 15:30    | Porto Velho      | 1 – 0    | Ji-Paraná        | Aluizão— Porto Velho         |
| 18 de março — Sábado      | 19:30    | Vilhenense       | 0 – 0    | Genus            | Portal da Amazônia — Vilhena |
| 18 de março — Sábado      | 19:30    | União Cacoalense | 3 – 0    | Real Ariquemes   | Aglair Tonelli — Cacoal      |
| 19 de março — Domingo     | 16:00    | Guaporé          | 1 – 0    | Rondoniense      | Cassolão — Rolim de Moura    |
| Rodada 5                  |          |                  |          |                  |                              |
| 25 de março — Sábado      | 15:30    | Genus            | 1 – 4    | Porto Velho      | Aluizão — Porto Velho        |
| 25 de março — Sábado      | 15:30    | Real Ariquemes   | 0 – 0    | Vilhenense       | Valerião — Ariquemes         |
| 26 de março — Domingo     | 15:30    | Ji-Paraná        | 1 – 1    | Rondoniense      | Biancão — Ji-Paraná          |
| 26 de março — Domingo     | 16:00    | Guaporé          | 0 – 1    | União Cacoalense | Cassolão — Rolim de Moura    |
| Rodada 6                  |          |                  |          |                  |                              |
| 1 de abril — Sábado       | 15:30    | Porto Velho      | 1 – 0    | União Cacoalense | Aluizão — Porto Velho        |
| 1 de abril — Sábado       | 15:30    | Rondoniense      | 0 – 3    | Real Ariquemes   | Valerião — Porto Velho       |
| 2 de abril — Domingo      | 15:30    | Genus            | 1 − 3    | Guaporé          | Aluizão — Porto Velho        |
| 2 de abril — Domingo      | 15:30    | Ji-Paraná        | 1 − 0    | Vilhenense       | Biancão — Ji-Paraná          |
| Rodada 7                  |          |                  |          |                  |                              |
| 8 de abril — Sábado       | 16:00    | União Cacoalense | 2 − 1    | Genus            | Aglair Tonelli — Cacoal      |
| 8 de abril — Sábado       | 16:00    | Vilhenense       | 1 − 0    | Rondoniense      | Portal da Amazônia — Vilhena |
| 8 de abril — Sábado       | 16:00    | Real Ariquemes   | 2 − 0    | Ji-Paraná        | Valerião — Ariquemes         |
| 8 de abril — Sábado       | 16:00    | Guaporé          | 1 − 0    | Porto Velho      | Cassolão — Rolim de Moura    |

| Fonte: FFER — GE |

## Segunda fase

### Semifinal do Cruzamento Olímpico
| Data                  | Hora         | Mandante         | Placar         | Visitante        | Local                      |
| Jogos de Ida          | Jogos de Ida | Jogos de Ida     | Jogos de Ida   | Jogos de Ida     | Jogos de Ida               |
| --------------------- | ------------ | ---------------- | -------------- | ---------------- | -------------------------- |
| 16 de abril — Domingo | 16:30        | Ji-Paraná        | 2 − 1          | Porto Velho      | Biancão — Ji-Paraná        |
| 16 de abril — Domingo | 16:30        | Real Ariquemes   | 0 − 0          | União Cacoalense | Gentil Valério — Ariquemes |
| Jogos de Volta        |              |                  |                |                  |                            |
| 22 de abril — Sábado  | 16:30        | Porto Velho      | 1 − 0 (2 − 3p) | Ji-Paraná        | Aluizão — Porto Velho      |
| 23 de abril — Domingo | 10:00        | União Cacoalense | 0 − 2          | Real Ariquemes   | Aglair Tonelli — Cacoal    |

| Fonte: FFER — GE |

### Final do Cruzamento Olímpico
| Data                      | Hora        | Mandante       | Placar      | Visitante      | Local                      |
| Jogo de Ida               | Jogo de Ida | Jogo de Ida    | Jogo de Ida | Jogo de Ida    | Jogo de Ida                |
| ------------------------- | ----------- | -------------- | ----------- | -------------- | -------------------------- |
| 30 de abril — Domingo     | 15:30       | Ji-Paraná      | 1 − 0       | Real Ariquemes | Biancão — Ji-Paraná        |
| Jogo de Volta             |             |                |             |                |                            |
| 10 de maio — Quarta-feira | 15:00       | Real Ariquemes | 2 − 2       | Ji-Paraná      | Gentil Valério — Ariquemes |

| Fonte: FFER — GE |

## Fase final
| Data                 | Hora        | Mandante    | Placar      | Visitante   | Local                 |
| Jogo de Ida          | Jogo de Ida | Jogo de Ida | Jogo de Ida | Jogo de Ida | Jogo de Ida           |
| -------------------- | ----------- | ----------- | ----------- | ----------- | --------------------- |
| 14 de maio — Domingo | 16:30       | Ji-Paraná   | 0 − 1       | Porto Velho | Biancão — Ji-Paraná   |
| Jogo de Volta        |             |             |             |             |                       |
| 20 de maio — Sábado  | 16:00       | Porto Velho | 0 − 0       | Ji-Paraná   | Aluizão — Porto Velho |

| Fonte: FFER — GE |

## Técnicos
| Equipe           | Técnico                                                                                            |
| ---------------- | -------------------------------------------------------------------------------------------------- |
| Genus            | Sandro Luiz (1ª—7ª)                                                                                |
| Guaporé          | Odilon Júnior (1ª—5ª) Oscar Henrique (6ª) Jeferson Freitas Pereira (7ª)                            |
| Ji-Paraná        | Huberlan Silva (1ª—1° jogo da final do 2°turno) Bruno Monteiro (2° jogo da final do 2°turno—Final) |
| Porto Velho      | Márcio Parreiras (1ª—Final)                                                                        |
| Real Ariquemes   | André Alexandre (1ª—2° jogo da final do 2°turno) Yuri Moreira (2° jogo da final do 2°turno)        |
| Rondoniense      | Sandro Maschio(1ª—3ª) Joel Cornelli (4ª—7ª)                                                        |
| União Cacoalense | Franco Muller (1ª—6ª) Evandro Guimarães (7ª—2° jogo da semi final do 2°turno)                      |
| Vilhenense       | Felipe Romário (1ª—7ª)                                                                             |

### Mudança de Técnicos
| Clube            | Antecessor      | Motivo      | Data        | Última partida                   | Rod                         | Pos | Sucessor                  | Ref.                 |
| ---------------- | --------------- | ----------- | ----------- | -------------------------------- | --------------------------- | --- | ------------------------- | -------------------- |
| Rondoniense      | Sandro Maschio  | Demitido    | 16 de março | Rondoniense 0–1 Genus            | 3ª                          | 8°  | Joel Cornelli             | [ 6 ] [ 7 ]          |
| Guaporé          | Odilon Júnior   | Resignado   | 30 de março | Guaporé 0–1 União Cacoalense     | 5ª                          | 5°  | Oscar Henrique (Interino) | [ 8 ]                |
| União Cacoalense | Franco Muller   | Demitido    | 1 de abril  | Porto Velho 1–0 União Cacoalense | 6ª                          | 2°  | Evandro Guimarães         | [ 9 ]                |
| Ji-Paraná        | Huberlan Silva  | Substituído | 2 de maio   | Ji-Paraná 1–0 Real Ariquemes     | 1° jogo da final do 2°turno | 4°  | Bruno Monteiro            | [ 10 ] [ 11 ] [ 12 ] |
| Real Ariquemes   | André Alexandre | Demitido    | 13 de maio  | Real Ariquemes 2–2 Ji-Paraná     | 2° jogo da final do 2°turno | 3°  | Yuri Moreira              | [ 13 ] [ 14 ]        |

## Premiação
| Série A de 2023 Campeonato Rondoniense de Futebol |
| ------------------------------------------------- |
| Porto Velho Campeão (3.º título)                  |